# Нойкирхен (Альтмарк)
Нойкирхен (нем. Neukirchen) — община в Германии, в земле Саксония-Анхальт.
Входит в состав района Штендаль. Подчиняется управлению Зеехаузен (Альтмарк). Население составляет 274 человека (на 31 декабря 2006 года). Занимает площадь 13,76 км².